# Харківський правопис
Ха́рківський право́пис, право́пис Голоске́вича, право́пис Скри́пника чи скрипникі́вка — правопис української мови, ухвалений 1928 року президією Правописної комісії після обговорення на Всеукраїнській правописній конференції, яка відбувалася 1927 року у Харкові, тодішній столиці УСРР, за участі представників українських земель, які тоді перебували в складі різних держав.
Харківський правопис затвердив 6 вересня 1928 року народний комісар освіти Микола Скрипник, чому цей правопис називають також «правописом Скрипника», «скрипниківським» або «скрипниківкою». Григорій Голоскевич склав і видав у 1929 році Правописний словник, тому цей правопис іноді, особливо в українській діаспорі, називають «правописом Голоскевича». Уже 31 березня 1929 року його ухвалила Українська академія наук, а 29 травня — Наукове товариство імені Шевченка у Львові.
Укладачами харківського правопису були відомі українські мовознавці, більшість яких згодом репресував і знищив сталінський режим, такі як: Агатангел Кримський, Леонід Булаховський, Олена Курило, Олекса Синявський, Євген Тимченко, Микола Грунський, Всеволод Ганцов, Микола Наконечний, Григорій Голоскевич, Борис Ткаченко й інші. Членами правописної комісії були такі українські письменники, як Майк Йогансен, Сергій Єфремов, Микола Хвильовий, Михайло Яловий та інші.
На сьогодні харківським правописом послуговується українська діаспора в значній частині своїх видань, найвідоміше з них — найстаріший українськомовний часопис «Свобода», що виходить і досі. Його використовували й використовують деякі сучасні українські автори, літературні редактори, а також українські мовознавці, зокрема Ірина Фаріон, Святослав Караванський, Олександр Пономарів[джерело?], які є найпалкішими захисниками й пропагувальниками скрипниківки.
З 2000 до 2013 року телеканал СТБ використовував окремі правила цього правопису разом з Проєктом правопису 1999 року у передачі новин «Вікна».
Правилами «скрипниківки» послуговується пресова служба Всеукраїнського об'єднання «Свобода».

## Історія

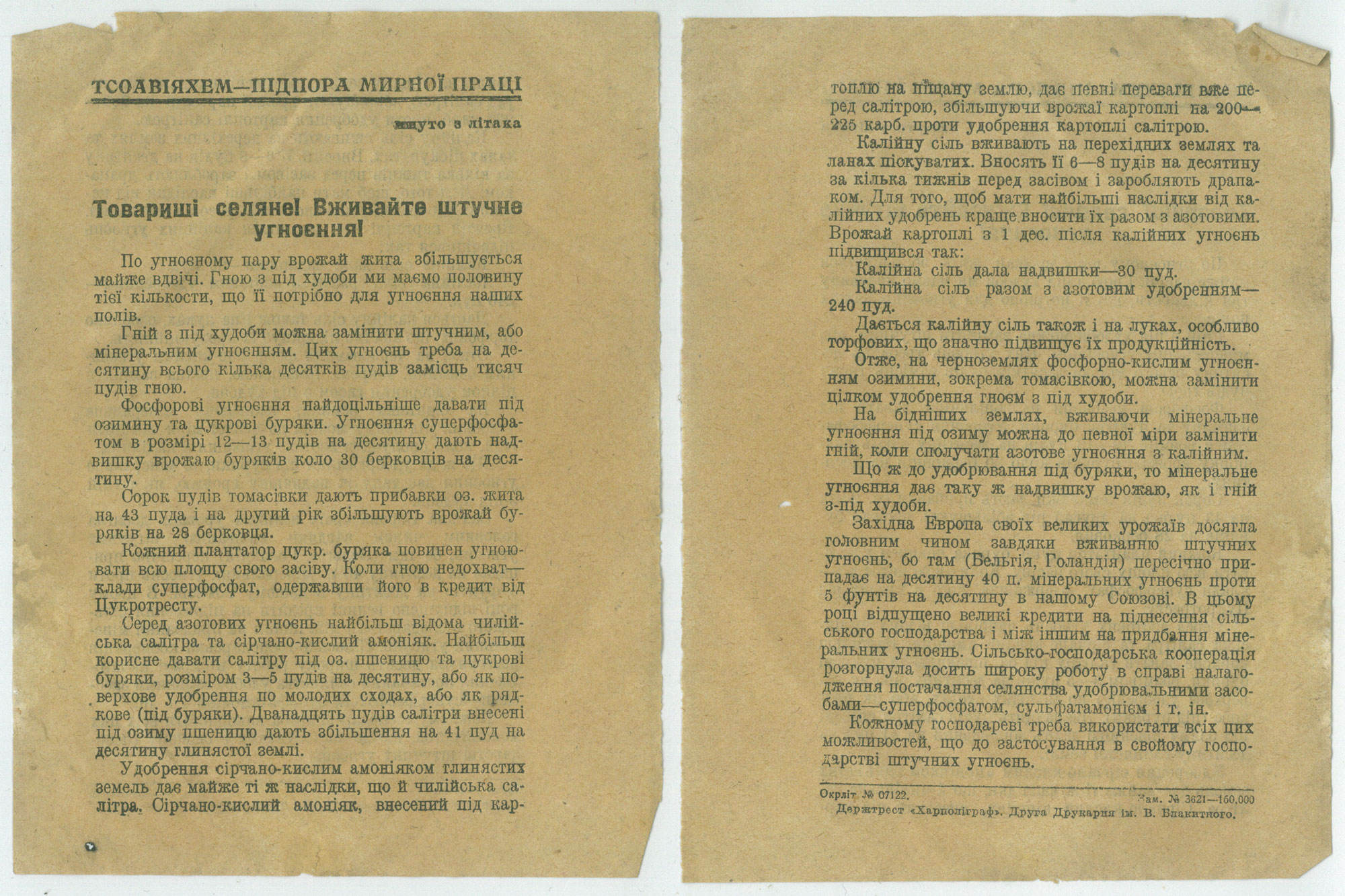
Листівка ТСОАВІЯХЕМ у якій використовуються наступні слова: амоніяк, салітра, Европа та ін.
1927-28 роки

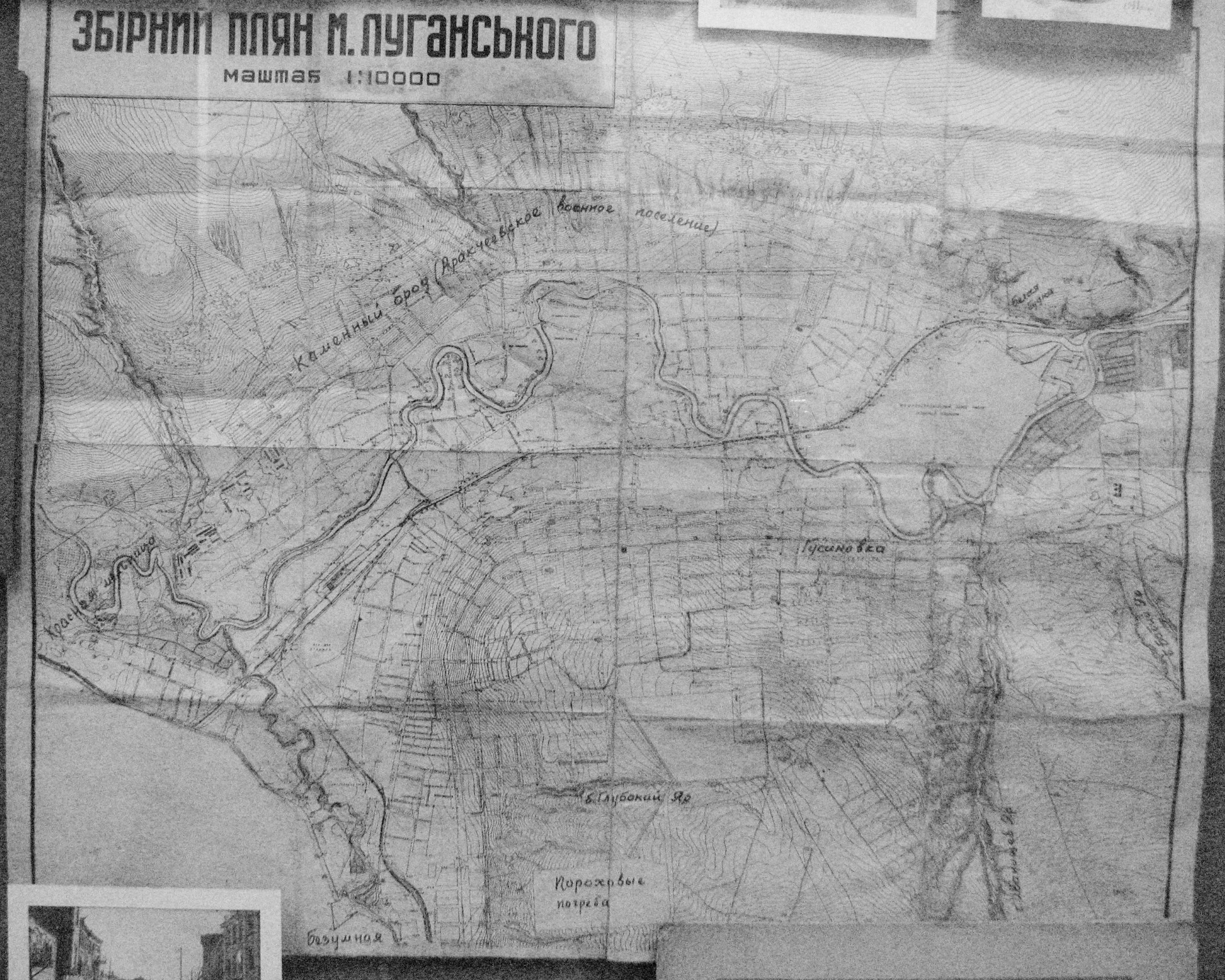
Збірний плян м. Луганського. Маштаб 1:10000

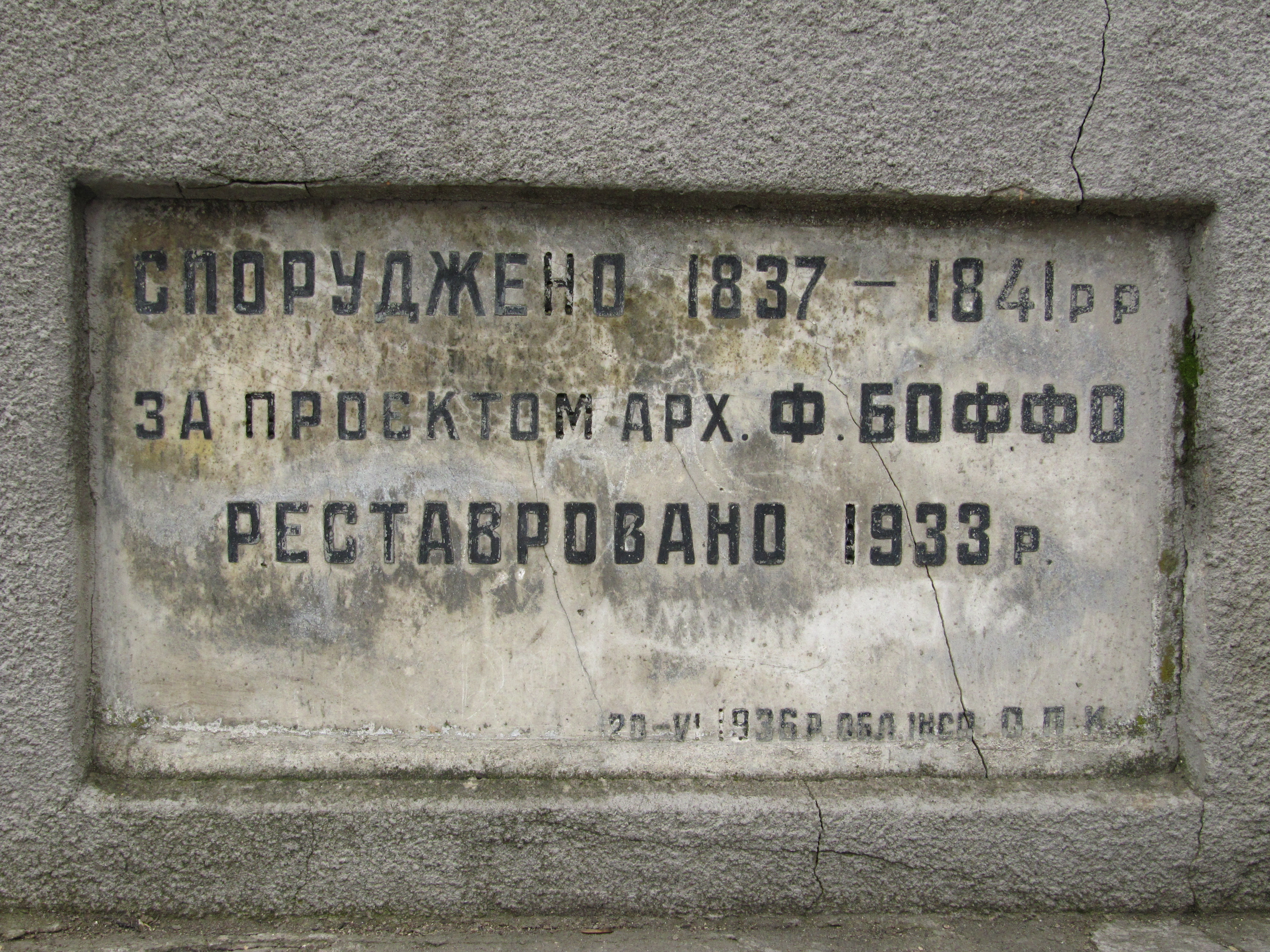
Шильда на Потьомкінських сходах в Одесі: «Споруджено 1837—1841 р.р. за проєктом арх. Ф. Боффо. Реставровано 1933 р.»

1926 року проєкт «Українського правопису» опубліковано для обговорення. У передмові було сказано:
| 23-го липня 1925 року Рада Народніх Комісарів УСРР постановила: «1. Для розробки правил правопису української мови організувати при Наркомосі Державну Комісію під головуванням Наркома Освіти О. Шумського з таких осіб: т. т. П. Солодуба, М. Яворського, А. Кримського, О. Синявського, С. Пилипенка, О. Курилової (Курило), Є. Тимченка, Г. Голоскевича, М. Йогансена, Є. Касяненка, А. Річицького, Н. Калюжного, М. Ялового, О. Попова, М. Грунського, В. Ганцова, М. Сулими, В. Бутвина, В. Коряка, М. Хвильового, С. Ефремова, Т. Секунди, С. Кириченка, І. Соколянського й О. Скрипника. 2. У своїй праці Комісія повинна виходити з сучасної літературної мови, що є синтезом основних народніх діалектів, принявши за основу «Найголовніші правила українського правопису Всеукраїнської Академії Наук», затверджені НКО УСРР 1921 року. 3. З метою приваблення широких кіл наукових і літературних сил до участи у виробленні правил правопису української мови доручити Наркомосові скликати спеціяльну конференцію для обміркування виробленого Комісією проєкта правил правопису». |
Серед учасників Усеукраїнської правописної конференції, що відбулася в Харкові 1927 року, були 4 високі урядовці Наркомпросу, 5 академіків, 28 університетських професорів лінгвістики й філології, 8 учителів, 7 журналістів і 8 письменників. Брали участь також три представники Західної України: Кирило Студинський, Іларіон Свєнціцький, Василь Сімович.
На конференції схвалено новий правописний кодекс, за винятком небагатьох правил: насамперед це стосувалося дискусійних правил написання літер для репрезентації фонем [л]-[л'] та [г]-[ґ], бо саме навколо них виникли найбільші суперечки. На конференції обрано президію Правописної комісії у складі 5 осіб, М. Скрипника, А. Приходька, А. Кримського, О. Синявського та С. Пилипенка, яка ухвалила 1928 року компромісне рішення щодо дискусійних правил: було взято до уваги галицьку й наддніпрянську традицію української мови. За словами члена Президії правописної комісії Сергія Пилипенка при голосуванні за остаточний варіант правопису С. Пилипенко та Агатангел Кримський були проти його ухвалення, О. Синявський ухилявся від голосування, і правопис був затверджений двома голосами з п'яти — Народного комісара освіти Миколи Скрипника та його заступника Антона Приходька. Таке рішення, однак, не мало однозначного схвалення серед укладачів правопису. Зокрема Агатангел Кримський уважав поступки галицькому правопису спекуляцією й політичним заграванням Скрипника з галичанами, а сам галицький правопис — застарілим. Сергій Пилипенко зауважив, що «радикальне вирішення, винесене таким ненормальним способом не може претендувати на те, щоб набрати силу закона».
Правопис надруковано й поширено 1929 року — відтоді всі школи й видавництва УСРР були зобов'язані його дотримуватися. Заради єдності української літературної мови, провід НТШ у Львові ухвалив дотримуватися норм нового правопису в Галичині.
Усі подальші зміни в українському правописі розробляли за дорученням уряду спеціально створені правописні комісії. У 1933 році правописна комісія на чолі з А. Хвилею (Олінтером), якого сталінський режим знищив у 1938 році, переробила «Український правопис», визнавши норми 1927—1928 років «націоналістичними». 4 жовтня 1937 року в газеті «Правда» з'явилася критична стаття, згідно з якою українську мову потрібно більше наблизити до російської.

Після того політбюро ЦК КП(б)У ухвалило постанову, згідно з якою: 
«Вважати за необхідне дати на сторінках газети „Комуніст“ розгорнуту, докладну критику викривлень і помилок, допущених у „Словнику“, зокрема щодо протягування в українську мову польських та інших іноземних слів у той час, як для позначення нових понять є ближчі і добре знайомі українському народові російські слова. Доручити комісії розглянути всі виправлення, які необхідно буде внести до словника».

## Особливості

### Фонетика та орфографія
| Український правопис 1928 року | Український правопис 1933 року | Український правопис 2019 року |
| Алфавіт | | |
| Альфабет: Аа, Бб, Вв, Гг, Ґґ, Дд, Ее, Єє, Жж, Зз, Ии, Іі, Її, Йй, Кк, Лл, Мм, Нн, Оо, Пп, Рр, Сс, Тт, Уу, Фф, Хх, Цц, Чч, Шш, Щщ, Юю, Яя, Ьь. Літера Ґ, ґ для відрізнення фонеми [ɡ] від [ɦ] вживалася в Пересопницькому євангелію XVI ст., у «Граматиці» Мелетія Смотрицького (1619); Борис Грінченко у Словарі української мови (1907—1909) наводить близько 300 слів з літерою Ґ, ґ. | Алфавіт: Аа, Бб, Вв, Гг, Дд, Ее, Єє, Жж, Зз, Ии, Іі, Її, Йй, Кк, Лл, Мм, Нн, Оо, Пп, Рр, Сс, Тт, Уу, Фф, Хх, Цц, Чч, Шш, Щщ, Юю, Яя, Ьь. У 1933 році правописна комісія прибрала літеру Ґ, ґ | Аа, Бб, Вв, Гг, Ґґ, Дд, Ее, Єє, Жж, Зз, Ии, Іі, Її, Йй, Кк, Лл, Мм, Нн, Оо, Пп, Рр, Сс, Тт, Уу, Фф, Хх, Цц, Чч, Шш, Щщ, ь, Юю, Яя. Літеру Ґ, ґ поновили у третьому виданні «Українського правопису» 1990 року |
| Іменники на -ть жіночого роду III відміни в родовому відмінку однини | | |
| § 25. -и мають: б) Іменники жіночого роду III відм. на -ть за другим приголосним: від ра́дости, з ві́сти, до сме́рти, без чве́рти… Також винятково: до о́сени, без со́ли, кро́ви, любо́ви, Ру́си. | § 47. -и мають: Родовий, давальний відм. має закінчення -і. | § 95. Іменники на -ть після приголосного, а також слова кров, любо́в, о́сінь, сіль, Русь, Білору́сь у родовому відмінку однини можуть набувати як варіант закінчення -и: гідности, незале́жности, ра́дости, сме́рти, че́сти, хоро́брости; кро́ви, любо́ви, о́сени, со́ли, Ру́си́, Білору́си; |
| Вживання и на початку українських питомих та засвоєних слів перед приголосними н та р | | |
| И чи І § 3. 2. В початку слова и ніколи не пишеться, тільки і: Іван, іти, іду, ім'я, імення, Ілля, інбар, інжир, і́скра, і́стик, існувати, ́ істота, і́стина, і́нший, і́ноді, і́нколи, і́ній, І́род і т. ін. | § 3. На початку слова завжди пишеться і: існувати, істина, інший, іноді, інколи, іній, ім'я, Іван, іти, іду, інжир, інститут, індустралізація і т. ін. | § 2. Деякі слова мають варіанти з голосним и: і́рій і и́рій, і́род і и́род (‘дуже жорстока людина’). И пишемо на початку окремих вигуків (ич!), часток (ич який хитрий), дієслова и́кати (‘вимовляти и замість і’) та похідного від нього іменника и́кання. И на початку слова вживаємо в деяких загальних і власних назвах, що походять із тюркських та інших мов, відповідно до їх вимови в цих мовах: ийбе́н, ир, Ич-оба́, Кім Чен Ин |
| Іменники середнього та жіночого роду в родовому відмінку множини з закінченням -ів (-їв) | | |
| Винятково іменники ніякого та жіночого роду: без прислів'їв, подвір'їв, волів (від воло), багнів (і багон), полів (рідко піль), морів, місців (і місць), обличчів (і облич), роздоріжж́ів (і роздоріж), стовпищів (і стовпищ), питаннів (і питань), бабів, хатів (і хат), губів (від губа = labium), розкошів, подорожів, матерів, статтів (і статтей), відповідів (і відповідей), тварів (і тварей) і т. інші.. | З паралельно вживаних форм бабів і баб, відповідів і відповідей, губів і губ, місців і місць, обличчів і облич, питаннів і питань, роздоріжж́ів і роздоріж, статтів і статей, стовпищів і стовпищ, хатів і хат залишено лише найближчі до російського варіанта. | В правописі не згадуються. |
| Закінчення -ськ(е), -цьк(е) в назвах міст | | |
| § 81. -ське, -цьке Назви міст закінчуються на -ське, -цьке (а не -ськ, -цьк): Волочиське, Старобільське, Пинське, Зінов'ївське, Луцьке і т. ін. Відмінюються такі назви як прикметники: із Старобільського, під Волочиським і т. | Назви міст закінчуються на -ськ, -цьк: Волочиськ, Старобільськ, Пинськ, Зінов'ївськ, Луцьк і т. ін. | Назви міст закінчуються на -ськ, -цьк: Волочиськ, Старобільськ, Пинськ, Зінов'ївськ, Луцьк і т. ін. |
| Закінчення -у, -ю в родовому відмінку назв міст | | |
| § 25. -а (-я) або -у (-ю) Іменників-назов місцевостей, країв, річок, міст тощо родовий однини вживається то з -у, -ю (далеко частіше), то з -а, -я: з сте́пу, коло лі́су, без лу́гу, до горо́ду, край ста́ву, проти са́ду, майдан́ у, я́ру, слі́ду, Сибі́ру, Туркеста́ну, Кавка́зу, Кри́му, До́ну, Ура́лу, Берлі́ну, Ло́ндону, Пари́жу, Ри́му, Нью-Йо́рку, Херсо́ну, але коло бе́рега, до кряжа́, біля горба́, з Ха́ркова, Черні́гова, Ки́єва (міста на -ів тільки так), Остра́, Кам'янця, Переми́шля, Жито́мира, Ві́дня. | § 23. Географічні назви здебільшого мають закінчення -а, -я: Харкова, Пскова, Саратова, Тетерева, Медецна, Тульчина, Козельци, Дінця, Дніпропетровська, Херсона, Ленінграда, Берліна, Лондона, Нью-Йорка, Парижа, Донбаса, Казакстана, Урала, Туркестана та ін., але Сибіру, Криму. | § 82. 2.1.2. 6) Закінчення -у (у твердій і мішаній групах), -ю (у м'якій групі) в родовому відмінку мають назви населених пунктів (крім зазначених у п. 2.1.1.2 к): Амстерда́му, Го́мелю, Ліверпу́лю, Ло́ндону, Мадри́ду, Пари́жу, Чорно́билю. Закінчення -у, -ю наявне у складених назвах населених пунктів, другою частиною яких є іменник, що має звичайно в родовому відмінку закінчення -у: Дави́дового Бро́ду, Зеле́ного Га́ю, Криво́го Ро́гу, Часово́го Я́ру, Широ́кого Ла́ну та ін.; |
| Тверді іменники жіночого роду з числівниками дві, обидві, три, чотири | | |
| § 30. 2. -і (після голосних та ’ -ї) Тверді іменники жіночого роду з числівниками дві, обидві, три, чотири можуть мати закінчення -і (як м'які), при чім г, ґ, к, х перед -і змінюється на з, ц, с, обов'язково з таким наголосом, як у родовому відмінку однини того слова: дві книзі, три вербі, хаті, руці, три квітці, пісні, чотири норі і т. ін. Але замість таких форм твердих іменників жіночого роду звичайно уживаються форми з -и, особливо після г, ґ, к, х: дві кві́тки, три руки́, кни́ги, чоти́ри бо́чки. | Тверді іменники жіночого роду з числівниками дві, обидві, три, чотири в правописі не згадуються, тобто форми двоїни як варіант були усунуті з правопису. | § 88. Називний відмінок У називному відмінку множини іменники другої відміни мають закінчення -и, -і (-ї), -а (-я). Іменники чол. роду з числівниками два, три, чотири мають закінчення -и, -і (-ї): два хло́пці, три робітники́, чотири слухачі́ |
| Чергування префіксів (прийменників) з — с перед глухими приголосними | | |
| § 19. Прийменники ніколи не міняються на письмі перед глухими приголосними дальшого слова: з по́ля, з ха́ти, із тобо́ю, без потре́би і т. ін. (як і з до́му…). Приросток з- перед глухими приголосними к, п, т, х змінюється на с- (іс-): сказа́ти, спита́ти (іспитат́и), стули́ти, схил, схо́дити і т. ін.: перед усіма іншими приголосними приросток з- (із-) не змінюється: зба́вити, зве́сти́, зжа́литися, зчарува́ти, зціди́ти, зшива́ти, зсади́ти, зщу́литись, зформува́ти і т. ін | Чергування префіксів (прийменників) з — с перед глухими приголосними к, п, т, х було поширено на ф: сфальшувати, сфотографувати | § 31. З- (ІЗ-, ЗІ-) 1. Префікс з- перед буквами на позначення глухих приголосних к, п, т, ф, х переходить у с-: сказа́ти, спалахну́ти, стовкти́, сфотографува́ти, схили́ти. Перед усіма іншими буквами пишемо з (зрідка із): зба́вити, звести́, зжи́тися, ззирну́тися, зсади́ти, зціп́ ити, зчепи́ти, зши́ток; ізжо́вкнути, ізно́в, ізсере́дини. |
| Транслітерація запозичених слів | | |
| Транслітерація літер «l», «la», «lo» і «lu» | | |
| § 54. Чуже Л 1. а) У словах грецького походження, як здавна запозичуваних з нем'яким л, звичайно пишемо ла, ло, лу, л, а також і в старих запозиченнях із інших мов. а) ла: Список - атла́нти, Атлантійський океан, атла́с, Лакедемон, лаконізм, латинський, обла́тка, паралакса, пла́стика, Платон, пла́тонічний, протопла́зма, сталактит, схола́стика, фабула́, фала́нга, філантропія, фістула́, формула́, хала́т, шарлатан, шкатула́, при чім а завжди після подвоєного л: вілла́, Геллада, Сцілла; б) ло: Список - анало́гія, (ло́гіка, катало́г, проло́г, рефлексоло́гія), гело́ти, дипло́м, кілограм, коло́на, коло́нія, коло́с, Ло́ндон, охлократія, піло́т, тало́н, троглодит, ́ філоксера, філо́софія, хло́р, цикло́н, Цікло́пи, при чім о завжди після подвоєного л: Бйонделло́, Льонґфелло́; в) лу: Список - лунати́зм, плутокра́тія, Поллу́кс г) л у кінці складу: Список - адмірал, арсенал, артикул, бал (відзначення, але баль = бенкет), Балкани, бокал, генерал, Далмація, журнал, ідеал, інтернаціонал, капітал, капітул, квартал, меморіял, мінерал, ориґінал, офіціял, офталмоскоп, протокол, професіонал, скандал, скрупул, Стамбул, стимул, талмуд, Тантал, титул, фалд, фалш, февдал, фінал, фурункул, Халдея і деякі інші. ґ) Сполучення le послідовно передаємо через ле: Список - біле́т, гале́ра, делеґа́т, електри́чний, Каледо́нія, коле́ґа, леґе́нда, ле́кція, Лена́в, Пале́рмо, телегра́ма, холе́ра і т. ін., однак Айхенвальд, Вайнгольд, ляйбґвардія, ляйтмотив, Ляйбніц, Ляйпціґ, Штайнталь, Шляйхер і т. ін. д) В англійських словах у кінці та перед приголосними не пишемо ь: Список - Албіон, біл, бул, булдоґ, Велз, Вілсон, Далтон, гомрул, ґолкіпер, Джон Мілл, Мілтон, Фултон, Чарлз, Шеффілд і т. ін 2. а) В інших випадках новіші запозичення з західньо-европейських мов віддаємо м'яким л: а) ля: Список - аеропля́н, баля́да, баля́нс, бациля́, буля́, вакуоля́, гіперболя́, ґалянтерія, деклямація, заля, ісля́м, Каля́брія, капеля́, капсуля́, клявіш, кля́са, лябораторія, ля́ва, ля́вн-теніс, ляґуна, ляж, Ля-Манш, Ля́мартін, ля́ндшафт, ля́тифундія, ля́фет, макуля́тура, Маля́ґа, Мон-Блян, новеля́, номенклятура, парлямент, пля́н, плянтація, пля́тина, пля́тформа, пля́ц, пляцкарта, постуля́т, прокля́мація, скаля́, тарантеля́, флякон, фля́мінґо, флянеля, цифербля́т, шкарлятина, шля́фрок; б) льо: Список - бальо́н, бальотувати, бльокада, віольончеля, кольо́квіюм, Кольо́мбо, кольорит, льо́зунґ, льокавт, Льокарно, льомбард, пльо́мба, сольо, фабльо́, фльо́ра, фльо́та, шабльо́н; в) лю: Список - блю́за, інфлюенца, Лювр, лю́за, лю́па, металю́рґія, Нібелю́нґи, целю́ля, целюльоза, целюльоїд; г) ль у кінці складу: Список - автомобіль, адюльтер, альґебра, Альжір, алькоголь, альфабет, альхемія, асфальт, балькон, бензоль, бінокль, бухгальтер, васаль, вольт, Ґвадальківір, ґвельфи, ґольф, кальвінізм, опаль, п’єдесталь, порталь, Сенеґаль, скальд, фільтр, Цельсій і багато інших. Зокрема м'яким л віддаємо чуже l послідовно в комплексах — -лювати, -люція. -ляндія, -ляр, -лярний, -лярія-, -лятор, -ляція, -льний, -льоз, -льоза, -льозний і в усіх вивідних від них словах: Список - протоколювати, титулювати, революція, Ґренляндія, Естля́ндія, Ляпля́ндія, Ютля́ндія, циркуля́р, канцеля́рія, реґуля́тор, спекуля́ція, капітал́ ьний, скрофульо́з, целюльо́за, компіля́торський, маніпуля́нтка і т. ін. | $ 75. Слова іншомовного походження з l передаються: 1. Л непом'якшеним (л, ла, ло, лу): арсенал, артикул, бал (відзначення), інтеграл, інтернаціонал, капітал, вулкан, формула, аероплан, баласт, план, клас, блок, флот, велосипед, колонія, соціологія, металургія, Атлантичний океан, Ла-Манш, Лафарг, Гренландія, Лузітанія. 2. Л пом'якшеним (ль, ля, льо, лю): автомобіль, асфальт, магістраль, астролябія, полярний, регулятор, ляпіс, пляж, карт-блянш, кльош, алюміній, блюмінг, аншлюс, люфа, революція… Золя, Люксембург, Фінляндія, Бельт, Тель-ман, Садуль, Базель… Сполучення le послідовно передається через ле: білет, легенда, пленум, лекція, телеграф.., Палермо, Каледонія… В англійських словах у кінці й перед приголосними пишеться л, крім слів засвоєних уже із л м'яким. Отже: Мелвілл, голкіпер… але: біль, бульдог, Вільсон і ін. | § 121. Звук [l] у словах іншомовного походження передаємо твердим або м'яким л — залежно від того, як узвичаєне те чи те слово в українській мові: 1) твердим л (л, ла, ло, лу) у словах: арсена́л, бал, вулка́н, інтегра́л, капіта́л, футбо́л, халва́; аеропла́н, бала́нс, гала́нтний, глазу́р, клас, моле́кула, нове́ла, план, при́мула, фо́рмула; блок, велосипе́д, коло́нія, со́ло, соціоло́гія, флот; блу́за, лу́па, металу́ргія; Алба́нія, Атланти́чний океа́н, Гренла́ндія, Ла-Ма́нш, Ло́ндон, О́сло, Тулу́ за; Вела́скес, Лама́рк, Флобе́р та ін. У новітніх запозиченнях з англійської мови звук [l] передається твердим л (ланч, сейл, табло́їд, файл та ін.); 2) м'яким л (ль, ля, льо, лю) у словах: автомобі́ль, асфа́льт, бульдо́г, гі́льза, гольф, магістра́ль, педа́ль, та́бель; вакуо́ля, пілю́ля, пляж, поля́рний, регуля́тор; туберкульоз; алюмі́ній, блю́мінг, револю́ція; Аля́ска, Ба́зель, Лю́бек, О́льстер, Фінля́ндія, Ві́льсон, Лі́нкольн, Золя́, Кро́мвель, Лю́тер, Міше́ль, Рафае́ль та ін. |
| Транслітерація літер g і h | | |
| § 55. Чуже h передаємо нашим г, щождо чужого g, то в новіших запозиченнях його треба передавати через ґ, у запозиченнях же засвоєних давніше, особливо з грецької мови, віддаємо нашим г: Англія, газ, газе́та, га́ма, гегемо́нія, гецеало́гія (ло́гіка…), генера́л, геній, геогра́фія (грама́тика, програ́ма, грамофо́н, діягра́ма, гра́фіка, грам, кілогра́м…), Герма́нія, гігіє́на, гімна́зія, гіпс, гра́дус, граф, Гру́зія, гру́па, дифто́нг, егої́зм, організа́ція, педаго́г, Ри́га, траге́дія, фігу́ра й ін., але аґе́нт, аґіта́ція, аґроном, Араґо́нія, бра́внінґ, Брю́ґґе, Гамбурґ, Геґель, гіда́льґо, гуґено́ти, Гюґо́, ґарантія, Ґаро́нна, ґва́рдія, Ґвіне́я, Ґе́ргард, Ґе́те, Ґеттінґен, ґібелі́н, ґірля́нда, ґля́вберова сіль, ґлядія́тор, ґнайс, Ґо́льфштром, Ґрана́да, ґрандіо́зний, Ґріґ, ґу́ма, Ґустав, дириґе́нт, елеґа́нтний, інтеліґе́нт, лінґві́ст, міґра́ція, Чіка́ґо і т. ін | § 76. Іншомовні h і g однаково передаються (незалежно від вимови) знаком г, напр.: 1. гармонія, гектар, гумор, гумус, гербарій, горизонт, гіпотеза, гедер, гандбол, гінтерланд, Гартман, Гюго.. 2. авангард, гвардія, генерація, графік, гімнастика, грандіозний, гума, грунт, ембарго, гоніометр, агітація, міграція, лінгвістика, агресор, гегемонія… Гаронна, Гете, Гріг, Гренада. | § 122. Звуки [g], [h] 1. Звук /g/ та близькі до нього звуки, що позначаються на письмі буквою g, звичайно передаємо буквою г: аванга́рд, агіта́ція, агре́сор, бло́гер, гва́рдія, генера́л, гламу́р, гра́фік, грог, емба́рго, марке́тинг, мігра́ція; лінгві́стика, негативний, се́рфінг, синаго́га, Гвіне́я, Гольфстри́м, Гренла́ндія, Люксембу́рг, Магоме́т, Фольксва́ген, Чика́го. 2. У прізвищах та іменах людей допускається передавання звука /g/ двома способами: шляхом адаптації до звукового ладу української мови — буквою г і шляхом імітації іншомовного [g] — буквою ґ (Верґі́лій, Ґарсі́я, Ге́ґель, Ґео́рґ, Ґе́те, Ґреґуа́р, Ґулліве́р і т. ін.). 3. Звук /h/ переважно передаємо буквою г: гандбо́л, герба́рій, гі́нді, гіпо́теза, горизо́нт, го́спіс, го́спіталь, гу́мус; Га́рвард, Ге́льсінкі, Гіндуста́н, Ганніба́л, Ге́йне, Гора́цій, Люфтга́нза. За традицією в окремих словах, запозичених з європейських та деяких східних мов /h/, і фонетично близькі до нього звуки передаємо буквою х: хо́бі, хоке́й, хол, хо́лдинг, брахма́н, джиха́д, моджахе́д, хану́м, харакі́рі, хіджа́б, шахі́д, Алла́х, Ахме́д, Муха́ммед, Сухро́б, Хакі́м, Хаммура́пі і т. ін.                                                                                    |
| Транслітерація літер β («бета») і θ («тета») у грецизмах | | |
| § 57. Грецьке θ (th) передаємо через т: алгоритм, анатема, антологія, антропологія, аптека, астма, аритметика, атеїзм, бібліотека, дитирамб, етер, катедра, католичний, логаритм, маратон, матема́тика, метода, міт, ортографія, ортоепія, ортодокс, ортопедія, патос, ритм, театр, теорія, теологія; Атени, Атос, Бористен, Демостен, Етіопія, Корінт, Тесса́лія; Агатангел, Амальтея, Вартоломій, Ма́рта, Методій, Пітагор, Прометей, Тадей, Текля, Теодор і т. ін. § 58. Грецьке β у тих словах, що давно перейшли до нас безпосередньо з Візантії, передаємо через в: Вавило́н, Васи́ль, Варва́ра, Візанті́я, Віфлеє́м (юдейський), херуви́м, си́мвол, дия́вол, амво́н (й амбо́на); але слова, які перейшли до нас із Заходу пишемо їх через б: Ара́бія, базилі́ка, бі́блія, бібліоте́ка, база́льт, аляба́стер, Бакх, бакха́нка, бакхана́лія, барбари́зм, ба́рбар, Те́би, Бетлеге́м (в Америці). | § 57. В іншомовних словах пишеться ф (а не хв): факт, форма, Фунт, фах, фабрика, фамелія, офіціальний, реформіст, Гаммерфест… Так само пишеться: міф, орфографія, кафедра, логарифм, ефір, пафос при ортопедія, ортодокс, театр, теорія. | § 123. Буквосполучення th у словах грецького походження Буквосполучення th у словах грецького походження передаємо звичайно буквою т: алгори́тм, антоло́гія, антрополо́гія, апте́ка, а́стма, бібліоте́ка, католи́цький, матема́тика, мето́д, ритм, теа́тр, теоло́гія, тео́рія, ортодо́кс, ортопе́дія, Амальте́я, Промете́й, Те́кля, Таї́сія, Теодо́р. У словах, узвичаєних в українській мові з ф, допускається орфографічна варіантність на зразок: ана́фема і ана́тема, дифіра́мб і дитира́мб, ефі́р і ете́р, ка́федра і кате́дра, логари́фм і логари́тм, міф, міфоло́гія і міт, мітоло́гія, Агата́нгел і Агафа́нгел, Афі́ни і Ате́ни, Борисфе́н і Бористе́н, Демосфе́н і Демосте́н, Ма́рфа і Ма́рта, Фесса́лія і Тесса́лія та ін. |
| Транслітерація літери w в англіцизмах | | |
| § 60. Англійське W Англійське w і перед голосними передаємо через в: Вайлд (не Уальд), Вайт (не Уайт), Велз (не Уельс), Вітман (не Уітман), Віклеф (не Уїклеф), Вестмінстер (не Уестмінстер), ват, кіловат і т. ін. | Норма відсутня. | § 124. Букви w, th у словах англійського походження Англійське w на позначення звука /w/ передаємо звичайно через в: віке́нд, Вашингто́н, Ве́бстер, Веллінгто́н, Ві́льсон, Вінніпе́г та ін.; у деяких словах за традицією через у: Уе́льс, уайт-спірит та ін. |
| Транслітерація диграфів ia, іе, iu, іо | | |
| § 62. Чуже і б) Після всіх пригол. перед голосн. та й, при чім чуже ia передаємо через ія, іе — через іє, iu — через ію (у загальних іменниках), але іо через — іо: матерія́л, історія, копія, Азія, соціялізм, спеція́льний, мініятюрний, паліятив, амонія́к, діялект і т. ін.; авдієнція, гіє́на, кліє́нт, пієтет, Тріє́ст і т. ін.; трію́мф, тріюмвірат, радіюс, консиліюм, медіюм, але Кіу-Сіу і т. ін.; ембріо́н, геліотроп, біоскоп, соціологія, аксіо́ма, Онтаріо; критерій, радій і т. ін. Але іноді і перед голосними скорочується: серйо́зний, курйо́з, бар'є́р, ар'єрґард, кар'є́ра, прем'є́р, п'єдесталь, п'є́са, Ф'ю́ме — див. іще § 68 | § 79. 1. Завсіди пишеться в іншомовних словах і: б) після всіх приголосних перед голосними та й: матеріал, соціалізм, діалектика, індустріалізація, аудіенція, артеріальний, геніальний, піетет, кліент, тріумф, радіус, соціологія, аксіома, партійний, професійний, радій… (причім завсіди пишеться іа, iе, iy, ea, крім позиці в кінці слова, Азія, артерія, премія, партія, індустрія, ідея). Увага. Після голосних в іншомовних словах і передається через і (а не через ї): егоізм, Енеіда, прозаік, архаічний, теін, наівний, целулоід… Так само: поінформувати, преісторичний… (після приростка). | § 129. Голосний /і/ I. І пишемо: 2. Після приголосного перед голосним та буквами є, ї, й: артеріа́льний, геніа́льний, діа́лектика, індустріаліза́ція, матеріа́л, діа́гноз, чіаба́та, ціані́д, соціаліз́ м, фіа́лка; авдіє́нція, гіє́на, ріє́лтор, кліє́нт, пієте́т, тамплієр́; копії́ст, аксіо́ма, раціо́н, революціоне́р, соціоло́гія, фіоле́товий; ра́діус, тріу́мф; партій́ ний, ра́дій; Біарри́ц, Фіу́ме; Віардо́, Ігле́сіас, Марціа́л, Ліє́па, Оссіа́н, Сіа́м, Шантії́. У кінці слова іншомовне -іа передаємо звичайно через -ія: арте́рія, мате́рія, інду́стрія, Іта́лія, Гарсі́я, Га́ллія. |
| Транслітерація дифтонгів «au» і «ou» | | |
| § 70. Дифтонг au, ou, eu. Дифтонг au й ou передаємо через ав (яв) і ов: Авґуст, Австрія, авдит, авдиторія, авдієнція, автограф, аргонавт, гавптвахта, ґлявберова сіль, льока́вт, клявза, кльовн, бравнінґ, павперизм, равт, фавна, Фавст, Гавптман, Павлі, Павльсон, Штравс, Макс Нордав, Австерліц, Гавф, Ґавс, Кавтський, Бічер-Стов, Бернард Шов і т. ін. Дифтонг eu передаємо через ев: неврастенія, неврологія, невтральний, невтралітет і т. ін., але нім. eu через ой: Нойман (Neumann), Ойтінґ (Euting) і т. ін., також Фоєрбах (Feuerbach). § 71. Німецьке ei Німецький (і голяндський) дифтонг ei в нових запозиченнях передаємо через ай, після л — яй: Айнштайн, Айхенвальд, Вайнгольд, Гайне, ляйбґвардія, ляйтмотив, Ляйбніц, Ляйпціґ, Швайцарія, Штайнталь, Шляйхер, Фан Вайк, Фан Дайк, Райн, райнвайн, портвай́ н і т. ін | $ 82. Дифтонги au і ou передаються через ау, оу: аудиторія, аудієнція, гауптвахта, локаут, браунінг, пауперизм, фауна… Гауптман, Паульсон, Штраус, Макс Нордау, Джоуль… Але Август, Австрія, автор… § 83. Німецький (і голландський) дифтонг еі передається через ей: Ейнштейн, Ейхенвальд, Гейне, Лейпціг, Швейцарія, Рейн… | § 131. Буквосполучення au, ou Буквосполучення au, ou передаємо через ау, оу: аутса́йдер, гауптва́хта, ма́узер; Ка́унас; Кла́ус, Кра́узе, Па́уль, Фа́уст. У словах, що походять із давньогрецької й латинської мов, буквосполучення au звичайно передається через ав: автенти́чний, автобіогра́фія, автомобі́ль, а́втор, авторите́т, автохто́н, ла́вра, Авро́ра, Маврита́нія, Павло́. У запозиченнях із давньогрецької мови, що мають стійку традицію передавання буквосполучення au шляхом транслітерації як ау, допускаються орфографічні варіанти: аудіє́нція і авдіє́нція, аудито́рія і авдито́рія, лауреа́т і лавреа́т, па́уза і па́вза, фа́уна і фа́вна. § 136. Буквосполучення ei, eu у словах німецького походження. 1. Німецьке буквосполучення еі відповідно до вимови передаємо українською мовою через ай (яй): Айзена́х, Ва́йнрайх, Віттгеншта́йн, Ва́йзенборн, Ка́йзер, Ма́йнгоф, Нортга́йм, Бляйбтрой, Кляйн, Кляйнерт, Фляйшер; буквосполучення eu — через ой: фро́йляйн, Нойбра́нденбург, Нойба́уер. За традицією в давніших запозиченнях німецьке буквосполучення еі передаємо в транслітерованому вигляді через ей: кре́йда, кре́йцер, маркше́йдер, капельме́йстер, гросме́йстер, штрейкбре́хер, Ге́йне, Ле́йпциг, Рейн, Швейца́рія. |
| Транслітерація «tr» і «dr» | | |
| § 73. Закінчення -ТР, -ДР і –ТЕР, -ДЕР. У закінченнях чужих новозапозичених слів пишемо -тр, -др: ареометр, барометр, гігрометр, гексаметр, діяметр, динамометр, термометр, реєстр, семестр, секвестр, теа́тр, центр, пюпі́тр, і т. ін., хоч подекуди (головним чином у старіших запозиченнях) і -тер, -дер: Олександ́ер, бурміст́ер, маґіст́ер, мініст́ер, цилінд́ер і деякі інші. | § 84. У закінченнях іншомовних слів пишеться -тр, -др: аребметр, барбметр, діаметр, термометр, реєстр, театр, семестр, центр. | § 127. Кінцеві буквосполучення -dr, -tr Кінцеве -tr передаємо через -тр, кінцеве -dr — через -др: баро́метр, діа́метр, семе́стр, теа́тр, термо́метр, центр, циліндр. |
| Транслітерація початкового /h/ в запозичених словах | | |
| § 74. Г перед голосними у початку слова У початку перед, голосними в чужих словах звичайно заховуємо придихове г: гарфа, Геллада, гістерія, гістеричний, гомонім, гієрогліф, гіпохондрія, готель, гумор, гелоти, гагіографія, галябарда, гебраїка, галло, Ганнібаль, Гамількар, Гадріян (рим. імпер.). Але: істо́рія, анга́р, ома́р. | § 85. Г (придих) перед голосними на початку, звичайно не пишеться: арфа (а не гарфа), Еллада, істерія, іпохондрія, історія.. при готель, гумор, Ганнібал. | Норма відсутня. |

### Лексикологія
| Український правопис 1928 року | Український правопис 1933 року | Український правопис 2019 року |
| Географічні назви | | |
| Басарабія, Берестя, Білгород, Бердянське, Букарешт, Єйське, Дін, Кахівка, Кремінчук, Луганське, Мелітопіль, Маріюпіль, Мукачів, Прилука, Рівне, Ромен, Ростів, Севастопіль, Симферопіль, Сальське, Таганріг, Тираспіль, Новозибків, Озівське море, Острогозьке, Пинське;                                             | Бессарабія, Брест, Бєлгород, Бердянськ, Бухарест, Єйськ, Дон, Каховка, Кременчук, Луганськ, Мелітополь, Маріуполь, Мукачеве, Прилуки, Ровно, Ромни, Ростов, Севастополь, Симферополь, Сальськ, Таганрог, Тирасполь, Новозибков, Азовське море, Острогозьк, Пінськ;                                                      | Бессарабія, Берестя, Бєлгород, Бердянськ, Бухарест, Єйськ, Дон, Каховка, Кременчук, Луганськ, Мелітополь, Маріуполь, Мукачево, Прилуки, Рівне, Ромен, Ростов, Севастополь, Сімферополь, Сальськ, Таганрог, Тирасполь, Новозибків, Азовське або Озівське море, Острогозьк, Пінськ;                                                       |
| Етимологія написання голосних, що чергуються | | |
| Випроваджати, голодівка, манастир, мариво, салітра, соняшний, шаравари; | Випроводжати, голодовка, монастир, марево, селітра, сонячний, шаровари; | Випроводжати, голодовка, монастир, марево, селітра, сонячний, шаровари; |
| Термінологія в галузях знань | | |
| Великий Віз, городина, садовина, дієйменник, живе срібло, родзинки, стоп, риска; | Велика Ведмедиця, овочі, фрукти, інфінітив, ртуть, ізюм, сплав, тире; | Велика Ведмедиця, овочі, фрукти, інфінітив або дієйменник, ртуть, родзинки, сплав, тире або риска; |
| Іншомовні слова | | |
| Генеза, криза, теза, Геллада, гієроґліф, гістерія, гураґан, Арабія, Бакх, Теби, амнестія, хемія, метода, роля, спіраля, евнух, Европа, епархія, Еспанія, ґолф, мусулманин, носталгія, шелф, евфорія, невтральний, неврологія, авул, богдохан, вермічелі, данець і данський, маштаб, моххамеданин, претенсія, проєкт. | Генезис, кризис, тезис, Еллада, іерогліф, істерія, ураган, Аравія, Вакх, Фіви, амністія, хімія, метод, роль, спіраль, євнух, Европа, єпархія, Іспанія, гольф, мусульманин, ностальгія, шельф, ейфорія, нейтральний, нейрологія, аул, богдихан, вермішель, датчанин і датський, масштаб, магометанин, претензія, проект. | Генезис або генеза, криза, теза, Еллада, ієрогліф, істерія, ураган, Аравія, Вакх, Теби або Фіви, амністія, хімія, метод, роль, спіраль, євнух, Європа, єпархія, Іспанія, гольф, мусульманин, ностальгія, шельф, ейфорія, нейтральний, нейрологія, аул, богдихан, вермішель, данець і данський, масштаб, магометанин, претензія, проєкт. |

## Критика
На думку Ю. В. Шевельова, «головною кісткою розладу» на правописній конференції 1927 р. було протистояння східноукраїнської і західноукраїнської традицій письма, заснованих на культурно-політичній приналежності тих або тих регіонів (він умовно позначив їх як «традиція клас — агонія» й «традиція кляса — аґонія», а межею між їхніми територіями запропонував річку Збруч). Оскільки конференція не наважилася відкинути одну з двох традицій, запропонувавши натомість компромісне рішення писати слова грецького походження за типом «клас — агонія», а латинського — «кляса — аґонія», це викликало однакове несприйняття нових правил на теренах як східної, так і західної традиції (при цьому зміни мали зачепити не тільки власне правопис, але й вимову вже відомих мовцеві слів).
|  | Усе це було типово анемічний, безкровний фабрикат кабінетних теоретиків, не придатний для щоденного життя. Не диво, що УП 28 був невітаний майже всіма. |

Окрім того, Шевельов зауважував, що не був урахований факт, що грецизми й латинізми надходили до української не прямо з грецької й латинської мов, а через мови-посередники: на сході це була російська, на заході — польська, німецька і їдиш. У цілому він так оцінював проєкт:
|  | Правопис 1928 — 1929 років, дарма що старанно опрацьований видатними мовознавцями, був нереальний, приречений на невдачу. Від самого початку його прийняли вельми неприхильно, дотримувалися неохоче. |

Підбиваючи підсумок своєму огляду критеріїв правопису, мовознавець зазначає:
|  | Особливо треба пам'ятати, що правопис не повинен воювати з мовою й накидати їй те, що їй чуже. Посутнє завдання правопису — формулювати, як писати те, що є в мові, а не реформувати мову засобами правопису. Правопис може (і, мабуть, мусить) приписувати певні норми мовним фактам лише тоді, коли йдеться про нововпроваджувані слова, особливо з чужих мов — тут не завадило б мати свого роду атестаційну комісію в рамках Національної Академії Наук, може ІУМ. Але такий контрольний пункт не потрібний для слів з усталеною традицією. Наприклад, у передачі грецького й західноєвропейського ϑ/th і η/е не є завданням правопису усунути непослідовність між, скажімо, бібліотека і Афіни. |

.
Іван Огієнко звертав увагу на те, що вимога писати г, л в грецизмах, а ґ, ль у латинізмах не враховує факту, що «велика більшість громадянства, коли не казати сильніш, цих мов не знає».
|  | Як і треба було чекати, проти нового правопису зараз таки пішли протести — може, й нацьковані, а головне — виступило українське організоване вчительство, заявляючи, що таких поплутаних правил писання чужоземних слів вони в школи при найбільшій своїй охоті не зможуть запровадити. І це була прикра правда. Учительство посилало численні делегації до комісара освіти М. Скрипника й просило перегляду правил писання іншомовних слів. |

## Харківський правопис у творах
Представники літератури доби «Розстріляного відродження» й деякі їхні наступники використовували у своїх творах харківський правопис. Як приклад, можна навести уривок із вірша Олега Ольжича «Заходить сонце. Кане тишина…»:

| Заходить сонце. Кане тишина. Холоне алябастрова Атена. Не повернула втомлена луна Лжепатетичний оклик Демостена. |
Також досить удало вкрапив у свої вірші В. Стус питомі риси української мови:
|                                  | На стільки кривд і стільки правд одного вороття замало буде. Чорний дріт вишивано ухрест. А вічність вічний творить міт плачів, хоралів, мес. |
| — з віршу „Зими убогий маскарад“ | |

|                    | Фіялка у степу росла і непомітна, і мала, але собою славна... Ой-йой! Надбігло вже дівча, фіялочки не поміча, її маленька ніжка стоптала фіялковий цвіт, а та і в смерті шле привіт. |
| — з віршу „Фіялка“ | |

|                                              | Отам і здобувши останню покуту, Розпалим, як гроно, нагірний свій біль. О царство пів серць, пів надій, пів причалів, Пів замірів царство, пів змаг і пів душ. |
| — з віршу „Сьогодні прощальна пора настигає“ | |

|                                           | Геніяльний поет роздвоївся (на себе і страх!) Пів поета роздвоїлося (на чверть поета і страх). Чверть поета роздвоїлося (на осьмуху і страх). Осьмуха поета роздвоїлася (на понюху і страх). |
| — про П. Тичину; з віршу „Еволюція поета“ | |

Окремі особливості аналогічної передачі українських фонем засвідчені й у класиків XIX ст: 
|                                             | Ти, брате, любиш Русь, Як дім, воли, корови, Я ж не люблю її З надмірної любови |
| — з вірша “Сідоглавому“, Іван Якович Франко |                                                                                 |

## Сучасний стан
На початку 1990-х років деякі мовознавці та політичні діячі виступали з вимогами відновити принаймні деякі норми харківського правопису. Вперше були видані в Україні багато книг емігрантів, причому саме харківським правописом. Самовільно видано декілька словників, що користувалися даним правописом. Проте з усіх пропозицій прийнято лише відновлення літери «ґ», яку в 1933 році було визнано «націоналістичною» і вилучено без жодних обговорень.
З 2000 певний час скрипниківкою послуговувалися канали 1+1, ICTV та 1 канал національного радіо, а відтак аж до 2013 року СТБ вживав окремі правила цього правопису разом із «Проєктом 1999 року» в передачі новин «Вікна». Водночас львівські видавництва «Літопис», «Місіонер», «Свічадо», «Журнал фізичних досліджень», а також київські «Сучасність», «Критика» працювали за ключовими нормами скрипниківки.
З 2008 до 2020 року український мовознавець, професор О. Д. Пономарів щотижня відповідав на запитання читачів, уживаючи елементи харківського правопису.[джерело?]
22 травня 2019 року ухвалено нову редакцію «Українського правопису», у якій повернуто деякі пункти «харківського» правопису, більшість з яких у варіантній формі. Новий правопис засудили деякі українські мовознавці, які виступають за незатверджений офіційно проєкт кінця 90-х — початку 2000-х. На думку І. Фаріон, саме він є найближчим до харківського.